# Leslie Phillips
Leslie Samuel Phillips (Tottenham (Londen), 20 april 1924 – Londen, 7 november 2022) was een Engels acteur. In de eerste twee Harry Potter-films sprak hij de stem in van de Sorteerhoed. Hij werd genomineerd voor een BAFTA Award voor zijn rol in Venus. 
Phillips overleed na een lang ziekbed op 98-jarige leeftijd.

## Filmografie

### Radio
- The Navy Lark
- Oh, Get On with It! (met Kenneth Williams)
- The Hitchhiker's Guide to the Galaxy als Hactar
- Drop Me Here...Darling
- The Skivers

### Televisie
- Comedy Playhouse - The Time and Motion Man (BBC 29 juli 1965)
- The Comic Strip
- Casanova '73 (BBC, 1973)
- Chancer (Central Television, 1990–1991)
- Honey for Tea (1994)
- Love on a Branch Line (1994)
- Midsomer Murders (2004)
- The Catherine Tate Show, (2006)
- Loose Women (2008)
- Alan Carr's Celebrity Ding Dong (2008)

### Films
- The Sound Barrier (1952)
- The Limping Man (1953)
- The Fake (1953)
- Value for Money (1955)
- The Gamma People (1956)
- The Big Money (1956)
- Brothers in Law (1957)
- Les Girls (1957)
- The Smallest Show on Earth (1957)
- The Barretts of Wimpole Street (1957)
- High Flight (1957)
- Just My Luck (1957)
- I Was Monty's Double (1958)
- Carry on Nurse (1959)
- The Angry Hills (1959)
- Carry on Teacher (1959)
- The Man Who Liked Funerals (1959)
- The Navy Lark (1959)
- Night We Dropped a Clanger (1959)
- This Other Eden (1959)
- Ferdinando I, re di Napoli (1959)
- Carry on Constable (1960)
- Doctor in Love (1960)
- Inn for Trouble (1960)
- Beware of Children (1960)
- Please Turn Over (1960)
- In the Doghouse (1961)
- Raising the Wind (1961)
- Watch Your Stern (1961)
- A Weekend with Lulu (1961)
- Very Important Person (1961)
- The Longest Day (1962)
- Crooks Anonymous (1962)
- The Fast Lady (1962)
- Father Came Too! (1963)
- You Must Be Joking! (1965)
- Doctor in Clover (1966)
- Maroc 7 (1967)
- Doctor in Trouble (1970)
- Some Will, Some Won't (1970)
- The Magnificent Seven Deadly Sins (Gluttony segment) (1971)
- Not Now, Darling (1972)
- Don't Just Lie There, Say Something! (1973)
- La Mosca Hispanica (Spanish Fly) (1975)
- Not Now, Comrade (1975)
- Out of Africa (1985)
- Monte Carlo (1986)
- Empire of the Sun (1987)
- Scandal (1989)
- Summer's Lease (1989)
- Mountains of the Moon (1990)
- King Ralph (1991)
- Carry on Columbus (1992)
- Bermuda Grace (1993)
- The Changeling (1994)
- The House of Windsor (1994)
- Das Karussell des Todes (1995)
- August (1996)
- Caught in the Act (1996)
- The Canterville Ghost (1996)
- The Jackal (1997)
- Saving Grace (2000)
- Lara Croft: Tomb Raider (2001)
- Harry Potter and the Philosopher's Stone (2001) (stem)
- Harry Potter and the Chamber of Secrets (2002) (stem)
- Thunderpants (2002)
- Churchill: The Hollywood Years (2004)
- Millions (2004)
- Colour Me Kubrick (2005)
- Venus (2006)
- Is Anybody There? (2007)
- Late Bloomers (2011)

- Bibsys: 13046345
- Biblioteca Nacional de España: XX1082222
- Bibliothèque nationale de France: cb140671060 (data)
- Gemeinsame Normdatei: 133965414
- International Standard Name Identifier: 0000 0001 1770 0511
- Library of Congress Control Number: no95046294
- MusicBrainz: 2567bcd1-1910-451b-93bd-9aa5b2639a47
- Nationale Bibliotheek van Israël: 987007422381005171
- Nederlandse Thesaurus van Auteursnamen: 073760331
- Istituto Centrale per il Catalogo Unico: MODV291021
- SNAC: w6943k1m
- Virtual International Authority File: 73119037
- WorldCat: E39PBJtcKQCgVvxrCQRv4qvGpP